# Giulia Viola
Giulia Alessandra Viola (* 24. April 1991 in Montebelluna) ist eine italienische Leichtathletin, die im Mittel- und Langstreckenlauf antritt.

## Sportliche Laufbahn
2009 trat Giulia Viola erstmals bei den Junioreneuropameisterschaften in Novi Sad, bei denen sie über 3000 Meter den achten Platz belegte, in Erscheinung. 2010 nahm sie über 1500 Meter an den Juniorenweltmeisterschaften teil, schied dort aber bereits in der Vorrunde aus, wie auch bei den U23-Europameisterschaften im darauf folgenden Jahr. 2013 belegte sie im 1500-Meter-Finale der Halleneuropameisterschaften in Göteborg den siebten Platz. Bei den Mittelmeerspielen in Mersin belegte sie Platz sechs und qualifizierte sich für die U23-Europameisterschaften in Tampere, bei denen sie den fünften Platz belegte. 
2014 nahm sie über 5000 Meter an den Europameisterschaften teil und belegte dort den achten Platz. 2015 nahm sie erneut an den Halleneuropameisterschaften teil und belegte diesmal über 3000 Meter den siebten Platz. Zwei Jahre später erreichte sie bei den Halleneuropameisterschaften 2017 in Belgrad über 3000 Meter mit neuer Bestleistung den siebten Platz.

## Bestleistungen

### Freiluft
- 800 Meter: 2:08,54 min, am 1. Mai 2010 in Palmanova
- 1500 Meter: 4:07,67 min, am 2. September 2014 in Rovereto
- 3000 Meter: 9:01,33 min, am 6. Juli 2014 in Padua
- 5000 Meter: 15:28,22 min, am 5. Mai 2017 in Palo Alto

### Halle
- 1500 Meter: 4:13,20 min, am 21. Februar 2015 in Padua
- 3000 Meter: 8:56,19 min, am 5. März 2017 in Belgrad